# Loránd Milassin
Loránd Milassin (* 18. Januar 1948 in Budapest; † 1. April 2021) war ein ungarischer Leichtathlet.

## Biografie
Loránd Milassin erreichte bei den Europameisterschaften 1971 im 110-Meter-Hürdenlauf das Halbfinale. Bei den Olympischen Sommerspielen 1972 in München belegte er im 110-Meter-Hürdenlauf den 21. Platz. Zwischen 1971 und 1973 konnte er acht Mal einen Landesrekord aufstellen. Zudem gewann er zwischen 1971 und 1978 sieben ungarische Meistertitel.
Seine Ehefrau war die Weitspringerin Anikó Milassin.